# Voissay
Voissay – miejscowość i gmina we Francji, w regionie Nowa Akwitania, w departamencie Charente-Maritime.
Według danych na rok 1990 gminę zamieszkiwało 98 osób, a gęstość zaludnienia wynosiła 19 osób/km² (wśród 1467 gmin regionu Poitou-Charentes Voissay plasuje się na 891. miejscu pod względem liczby ludności, natomiast pod względem powierzchni na miejscu 1067.).